# Hošťalovice
Obec Hošťalovice se nachází v okrese Chrudim, kraj Pardubický. Žije zde 142 obyvatel.

## Historie
První písemná zmínka o obci pochází z roku 1349.

## Pamětihodnosti
- Kostel svatého Havla na jižním kraji vesnice

## Části obce
- Hošťalovice
- Březinka